# 33e assemblée générale de l'Île-du-Prince-Édouard
La 33e assemblée générale de l'Île-du-Prince-Édouard est en séance du 5 avril 1898 au 12 novembre 1900. Le Parti libéral dirigé par Alexander Bannerman Warburton forme le gouvernement. En août 1898, Donald Farquharson devient le chef libéral et le premier ministre.

## Description
James H. Cummiskey est élu président de l'Assemblée législative de l'Île-du-Prince-Édouard.
Il y a trois sessions à la 33e assemblée générale :
| Session | Début         | Fin          |
| ------- | ------------- | ------------ |
| 1re     | 5 avril 1898  | 14 mai 1898  |
| 2e      | 17 avril 1899 | 19 mai 1899  |
| 3e      | 28 mai 1900   | 19 juin 1900 |

## Liste des membres

### Kings
| Circonscription | Député | Député                                 | Parti        | Conseiller | Conseiller         | Parti        |
| --------------- | ------ | -------------------------------------- | ------------ | ---------- | ------------------ | ------------ |
| 1er Kings       |        | James R. McLean                        | Libéral      |            | John Kickham       | Conservateur |
| 2e Kings        |        | Arthur Peters                          | Libéral      |            | Anthony McLaughlin | Libéral      |
| 3e Kings        |        | Cyrus Shaw                             | Conservateur |            | James E. MacDonald | Conservateur |
| 4e Kings        |        | Donald Alexander MacKinnon (1897-1899) | Conservateur |            | Murdock MacKinnon  | Libéral      |
| 4e Kings        |        | Albert Prowse (1899-1900)              | Conservateur |            | Murdock MacKinnon  | Libéral      |
| 5e Kings        |        | Archibald John Macdonald               | Conservateur |            | Daniel Gordon      | Conservateur |

### Prince
| Circonscription | Député | Député                        | Parti        | Conseiller | Conseiller               | Parti        |
| --------------- | ------ | ----------------------------- | ------------ | ---------- | ------------------------ | ------------ |
| 1er Prince      |        | Edward Hackett (1897-1898)    | Conservateur |            | James E. Birch           | Libéral      |
| 1er Prince      |        | Meddie Gallant (1898-1899)    | Conservateur |            | James E. Birch           | Libéral      |
| 1er Prince      |        | Henry Pineau (1899-1900)      | Conservateur |            | James E. Birch           | Libéral      |
| 2e Prince       |        | John Richards                 | Libéral      |            | Alfred McWilliams        | Libéral      |
| 3e Prince       |        | Joseph F. H. Arsenault        | Conservateur |            | John Alexander MacDonald | Conservateur |
| 4e Prince       |        | John H. Bell (1897-1899)      | Libéral      |            | Peter MacNutt            | Libéral      |
| 4e Prince       |        | Samuel E. Reid (1899-1900)    | Libéral      |            | Peter MacNutt            | Libéral      |
| 5e Prince       |        | Alfred Lefurgey (1897-1898)   | Libéral      |            | Angus McMillan           | Libéral      |
| 5e Prince       |        | Gilbert DesRoches (1899-1900) | Indépendant  |            | Angus McMillan           | Libéral      |

### Queens
| Circonscription | Député | Député                                    | Parti       | Conseiller | Conseiller           | Parti   |
| --------------- | ------ | ----------------------------------------- | ----------- | ---------- | -------------------- | ------- |
| 1er Queens      |        | Alexander Bannerman Warburton (1897-1898) | Libéral     |            | Peter Sinclair (Sr.) | Libéral |
| 1er Queens      |        | William Campbell (1898-1900)              | Indépendant |            | Peter Sinclair (Sr.) | Libéral |
| 2e Queens       |        | Joseph Wise (1897-1899)                   | Libéral     |            | Donald Farquharson   | Libéral |
| 2e Queens       |        | Albert E. Douglas (1900)                  | Libéral     |            | Donald Farquharson   | Libéral |
| 3e Queens       |        | Frederick Peters                          | Libéral     |            | James Cummiskey      | Libéral |
| 4e Queens       |        | Hector C. McDonald (1897-1899)            | Libéral     |            | George Forbes        | Libéral |
| 4e Queens       |        | Angus A. MacLean (1899-1900)              | Indépendant |            | George Forbes        | Libéral |
| 5e Queens       |        | Lemuel E. Prowse                          | Libéral     |            | Benjamin Rogers      | Libéral |